# Cormoran couronné
Microcarbo coronatus
 (février 2010).
Si vous disposez d'ouvrages ou d'articles de référence ou si vous connaissez des sites web de qualité traitant du thème abordé ici, merci de compléter l'article en donnant les références utiles à sa vérifiabilité et en les liant à la section « Notes et références ».
Espèce
Synonymes
- Phalacrocorax coronatus

Statut de conservation UICN

LC : Préoccupation mineure
Le Cormoran couronné (Microcarbo coronatus) est une espèce d'oiseaux aquatiques de la famille des Phalacrocoracidae.

## Description
Le Cormoran couronné mesure en moyenne 54 cm de long.
Son plumage très sombre possède des reflets verdâtres. Son bec puissant devient rouge en période nuptiale. Ses pattes palmées sont adaptées à ses mœurs aquatiques.
Les juvéniles sont bruns.

## Écologie et comportement

### Alimentation
En surface, il nage avec le corps très enfoncé, de sorte que, de loin, on ne voit dépasser que son cou. Très à l'aise sous l'eau, il peut nager en apnée jusqu'à une quarantaine de mètres de profondeur pendant plus de deux minutes, mais en général il n'excède pas les dix mètres pour des plongées d'une trentaine de secondes. Il est piscivore mais consomme également des invertébrés.

### Prédateurs
Les œufs et les jeunes sont la proie des Goélands dominicains et des Pélicans blancs, ces derniers s'en prenant également aux adultes.

## Répartition
Il peut être observé le long les côtes de Namibie et de l'ouest de l'Afrique du Sud.

## Taxonomie
Généralement considérée comme appartenant au genre Phalacrocorax, cette espèce est désormais placée dans le genre Microcarbo dans la classification du Congrès ornithologique international. Le Cormoran couronné est également considéré par certains auteurs comme une sous-espèce du Cormoran africain.

## Menaces et conservation
L'espèce est menacée à cause des dérangements humains à but récréatif et à cause de différentes pollutions (dû aux rejets d'effluents militaires et industriels, et dû aux ordures et déchets solides). Et elle est aussi menacée par certaines espèces invasives comme le Pélican blanc (Pelecanus onocrotalus) et le Cape Fur Seal (en) (Arctocephalus pusillus ssp. pusillus) qui apportent du stress et qui réduisent le succès de fécondité, entrainant donc un rapide déclin de la population.
BirdLife International et l'UICN estime la population de l'espèce comme stable avec 4 324 individus matures s'étendant sur 209 000 km2.
Le 13 août 2020, le Cormoran couronné est re-évalué sur la liste rouge de l'UICN en tant qu'espèce dite de Préoccupation Mineure (LC : Least Concern) car l'espèce n'atteint pas le seuil sur la répartition géographique c'est-à-dire moins de 20 000 km2.
Elle était néanmoins évaluée sur la liste rouge de l'UICN de 1988 à 2018 en tant qu'espèce dite Quasi Menacée (NT : Near Threatened).